# PZL M-8 Pelikan
PZL M-8 Pelikan – projekt polskiego szybowca o konstrukcji metalowej opracowany w WSK Mielec.

## Historia
2 października 1959 roku Aeroklub PRL ogłosił zapotrzebowanie na uniwersalny szybowiec o konstrukcji metalowej. Miał dawać możliwość wyszkolenia pilota w zakresie szkolenia podstawowego, nauki wyższego pilotażu z pełną akrobacją oraz lotów bez widoczności ziemi. Miał też służyć do wyczynowych lotów falowych i badań meteorologicznych.
W Ośrodku Konstrukcji Lotniczych WSK-Mielec, pod kierownictwem inż. Zdzisława Żoka, opracowano projekt szybowca. Doświadczenia związanie z konstruowaniem szybowca PZL M-3 Pliszka pozwoliło na zaprojektowanie konstrukcji dopracowanej pd względem aerodynamicznym. Zastosowano doskonalszy profil laminarny NACA 643-618, chowane podwozie oraz płat o obrysie prostokątno-trapezowym ze skosem. Konstruktor chciał w ten sposób zmniejszyć wrażliwość szybowca na zmiany położenia środka ciężkości.
Szybowiec nie został zbudowany, zamiast niego podjęto decyzję o budowie szybowca SZD-27 Kormoran zaprojektowanego przez Szybowcowy Zakład Doświadczalny w Bielsku-Białej. 

## Konstrukcja
Dwumiejscowy szybowiec w układzie średniopłata o konstrukcji metalowej.
Kadłub w przedniej część półskorupowy z wręgami i podłużnicami, przechodzący w tylnej części w skorupową rurę bezpodłużnicową zakończoną statecznikiem. Wyposażony w zaczep przedni i dolny. Kabina w układzie tandem, zakryta.
Skrzydło dwudzielne, o profilu laminarnym. U nasady dwudźwigarowe, keson wzmocniony podłużnicami, żebra co 500 mm. Wyposażone w dwudzielne lotki oraz płytowe hamulce aerodynamiczne.
Usterzenie klasyczne, statecznik poziomy dwudźwigarowy, pionowy jednodźwigarowy.
Podwozie jednotorowe złożone z amortyzowanej płozy przedniej, chowanego koła głównego oraz płozy ogonowej.